# Linda William’
Linda William’  (* 20. November 1964 in Villejuif als Linda Christiane Williams, auch Linda William's; † 28. März 2010 in Orvieto) war eine französische Popsängerin, die hauptsächlich in der zweiten Hälfte der Achtziger und in den frühen Neunzigern aktiv war.

## Karriere
Linda Christiane Williams wurde 1964 in Villejuif geboren, einem Vorort von Paris. Ihre erste Single war C'est pas la peine, die 1985 von Ariola veröffentlicht wurde. 1988 folgte Traces auf WEA, ihrem künftigen Label bis 1990. Das Lied wurde vom italienischen Produzenten Romano Musumarra komponiert, der zuvor mit Jeanne Mas Charterfolge hatte, der Text stammte von Jean-Patrick Capdevielle. Mit Traces erreichte Linda William' im Jahr 1989 Platz 21 der französischen Charts. Ein gleichnamiges Album kam Ende 1989 heraus, und mit L’autre soleil (Ha-Ha) wurde eine weitere Single veröffentlicht. Ebenfalls wurde sie für den Musikpreis Victoires de la Musique als beste weibliche Neuentdeckung nominiert. Aus dem Album Traces wurden im Jahr 1990 mit Rebelle und Boulevard des rêves zwei weitere Singles ausgekoppelt. Jedoch sollte Traces Linda William's einziger Charterfolg bleiben.
1992 wurde das Lied Chien & loup herausgebracht und 1993 noch Un coeur qui bat, welches ihre letzte Veröffentlichung als Solosängerin war.
Linda William’ war mit ihrem Produzenten Romano Musumarra verheiratet und hatte mit ihm einen Sohn. Sie beging im März 2010 im italienischen Orvieto Suizid.

## Diskografie

### Singles
- 1985: C’est pas la peine
- 1988: Traces
- 1989: L’autre soleil (Ha-Ha)
- 1990: Rebelle
- 1990: Boulevard des rêves
- 1992: Chien & loup
- 1993: Un coeur qui bat

### Album
- 1989: Traces